# ウォルド・ソルト
ウォルド・ソルト（Waldo Salt, 1914年10月18日 - 1987年3月7日）はアメリカ合衆国イリノイ州シカゴ出身の脚本家。スタンフォード大学卒業。1930年代からメトロ・ゴールドウィン・メイヤーと契約し脚本を書いていたが、1938年にアメリカ共産党に参加したため、赤狩りの時代にブラックリストに載ってしまう。その後別の名前で低予算のテレビ番組の脚本などを書いていたが、徐々に映画界に復活し、1969年の『真夜中のカーボーイ』でアカデミー脚色賞を受賞した。

## 主な作品
- 快傑ダルド The Flame and the Arrow (1950)
- 隊長ブーリバ Taras Bulba (1962)
- あしやからの飛行 Flight from Ashiya (1964)
- 真夜中のカーボーイ Midnight Cowboy (1969)
- セルピコ Serpico (1973)
- イナゴの日 The Day of the Locust (1975)
- 帰郷 Coming Home (1978)